# 1980年ノルディックスキー世界選手権
1980年ノルディックスキー世界選手権大会は1980年にアメリカ合衆国、レークプラシッドで開催されたレークプラシッドオリンピックを兼ねて行われたノルディックスキーの世界選手権。レークプラシッドオリンピックではクロスカントリースキー8種目、ノルディック複合1種目、スキージャンプ2種目が実施され、女子20kmは実施されなかったため、スウェーデンのファールンで開催された。

## 女子20km（クラシカル走法）
1980年2月17日
| 順位 | 国・地域     | 氏名                 | 記録            |
| ---- | ------------ | -------------------- | --------------- |
| 金   | 東ドイツ     | フェロニカ・ヘッセ   | 1時間01分58秒23 |
| 銀   | ソビエト連邦 | ガリナ・クラコワ     | 1時間02分26秒34 |
| 銅   | ソビエト連邦 | ライサ・スメタニナ   | 1時間02分41秒7  |
| 4    | 東ドイツ     | マリエス・ロストック | 1時間03分20秒01 |
| 5    | ソビエト連邦 | ニナ・バルディチェワ | 1時間03分25秒59 |
| 6    | ソビエト連邦 | ジナイダ・アモソワ   | 1時間03分57秒13 |

## 国別獲得メダル数
| 順 | 国・地域     | 金 | 銀 | 銅 | 計 |
| -- | ------------ | -- | -- | -- | -- |
| 1  | ソビエト連邦 | 0  | 1  | 1  | 2  |
| 2  | 東ドイツ     | 1  | 0  | 0  | 1  |